# Sida aprica
Sida aprica är en malvaväxtart som beskrevs av Karel Domin. Sida aprica ingår i släktet sammetsmalvor, och familjen malvaväxter. Utöver nominatformen finns också underarten S. a. solanacea.